# Polistes melanopterus
Polistes melanopterus är en getingart som beskrevs av Cameron 1911. Polistes melanopterus ingår i släktet pappersgetingar, och familjen getingar. Inga underarter finns listade i Catalogue of Life.